# Gunilla Grahn-Hinnfors
Ingrid Gunilla Grahn-Hinnfors, född 15 september 1960 i Göteborg, är en svensk journalist, kritiker och författare.